# Enrique Esteban Julve
Enrique Esteban Julve (Fuentes Claras, Teruel, 5 de febrero de 1893 - Íd., 13 de mayo de 1968) fue un político y sindicalista aragonés, alcalde de su municipio durante la Segunda República.

## Biografía
Enrique Esteban provenía de una familia humilde y fue labrador de profesión, pero pudo desarrollar una vocación política que le llevó a implicarse en la vida social del municipio. Inicialmente fue socio del Sindicato Agrícola Católico local, unido a la FTSAC (Federación Turolense de Sindicatos Agrícolas Católicos) y más adelante tuvo un papel relevante en la política local.
Fue escogido regidor en las elecciones municipales celebradas el 12 de abril de 1931, en las que el bloque de derechas resultó vencedor. No obstante, el resultado fue impugnado por diversas irregularidades y los comicios se repitieron el 31 de mayo del mismo año, saliendo vencedora la Conjunción Republicano-Socialista en la que Enrique Esteban salió escogido como alcalde.
Durante su mandato se impulsaron diversas iniciativas. Una de las más destacadas fue el proyecto de construcción de escuelas municipales, que se topó con la oposición de las principales rentas del pueblo, organizadas en torno del PRR, debido a la elevada inversión pública que supondría. Esto se materializó el 7 de octubre de 1932 cuando un grupo de mujeres, esposas de los caciques locales, irrumpieron violentamente en el Ayuntamiento agrediendo a las fuerzas del orden y al propio alcalde, con el objetivo de detener el cobro municipal extraordinario destinado al proyecto. El incidente obtuvo relevancia nacional apareció en la prensa de la época. Pese al incidente, el proceso siguió adelante e incluso recibió una subvención estatal para su construcción, aunque no se terminaría hasta los años 40.
Otro hecho relevante se dio con motivo de la aplicación de la Reforma agraria, cuando el 31 de marzo de 1936 fueron detenidos por la Guardia Civil los parceladores enviados por el Ayuntamiento a requerimiento de uno de los grandes propietarios del pueblo. En la manifestación popular de apoyo a los detenidos se dieron diversos incidentes y aumentó la tensión social ya existente, más si cabe, en los meses previos al golpe de Estado del 18 de julio.
Después de las Elecciones Generales de 1933 y el cambio de color en el gobierno nacional Enrique Esteban siguió en su puesto, pese a que los gobernadores civiles provinciales tenían la potestad de nombrar alcaldes independientemente de las mayorías locales existentes. También se mantuvo después de las Elecciones Generales de 1936, dado que la nueva mayoría de izquierdas estaba más en sintonía con su ideología (Esteban perteneció al PSOE y más adelante a Izquierda Republicana).
Al darse el golpe de Estado de 1936 y estallar la Guerra civil, Enrique Esteban permaneció en su puesto esperando acontecimientos; ya sabedor del triunfo del golpe militar en su zona pudo escapar y llegó hasta Valencia, en zona republicana, donde permaneció hasta el final de la guerra. Al acabar el conflicto bélico fue encarcelado en el Monasterio de San Miguel de los Reyes (Valencia), que entonces funcionaba como prisión. Fue sometido a un proceso político por "actividades antipatrióticas y contrarias al Movimiento Nacional" y condenado a doce años de prisión. Además, se le incautaron bienes de diferente consideración y en 1941 el Tribunal de responsabilidades políticas le condenó a pagar 10.000 pesetas por sus actividades políticas. Permaneció encarcelado en San Miguel de los Reyes hasta 1944, cuando recibió la condicional.
Pudo volver a Fuentes Claras y en 1958 alivió en parte su situación al ser indultado de la multa impuesta, pero permaneció alejado de toda actividad pública hasta su muerte en 1968.